# Morgenhorn
Morgenhorn är en bergstopp i Schweiz.   Den ligger i distriktet Frutigen-Niedersimmental och kantonen Bern, i den centrala delen av landet, 60 km sydost om huvudstaden Bern. Toppen på Morgenhorn är 3 627 meter över havet, eller 114 meter över den omgivande terrängen. Bredden vid basen är 1,3 km.
Terrängen runt Morgenhorn är huvudsakligen mycket bergig. Närmaste större samhälle är Frutigen, 15,1 km nordväst om Morgenhorn. 
Trakten runt Morgenhorn är permanent täckt av is och snö. Runt Morgenhorn är det mycket glesbefolkat, med 6 invånare per kvadratkilometer.